# 未来のその後も
「未来のその後も」（みらいのそのあとも）は、2007年7月に発売されたnothingmanの3枚目のデモ。

## 概要
- デモCDであり、ライブ会場と名古屋市内のHMV限定で無料配布された。
- 現在は廃盤となっている[1]。

## 収録曲
1. 未来のその後も

## 収録CD
- song rider(remix2008として別バージョンが収録)